# Ермолин, Николай Пантелеймонович
Николай Пантелеймонович Ермолин (24.11.1906 — 01.10.1980) — советский учёный-энергетик, специалист в области переходных процессов в электрических машинах постоянного тока, теории и расчета электрических машин, доктор технических наук, профессор, заслуженный деятель науки и техники РСФСР.
Родился в г. Вольск Саратовской губернии. Какое-то время работал там же электромонтером на цементном заводе.
Окончил ЛЭТИ (1931) и был оставлен на кафедре электрических машин.
После начала войны принимал участие в обороне Ленинграда, затем вместе с институтом был в эвакуации в Ессентуках и в Ташкенте.
После возвращения в Ленинград — проректор по учебной работе, с 1949 г. заведующий кафедрой электрических машин ЛЭТИ.
Доктор технических наук (1948), профессор (1948).
Сочинения:
- Электрические машины малой мощности [Текст] : учебное пособие. — 2-е изд., испр. и доп. — Москва : Эколит, 2011. — 503 с.; ISBN 978-5-4365-0023-2
- Расчет маломощных коллекторных машин [Текст]. — Москва ; Ленинград : Госэнергоиздат, 1955. — 168 с. : черт.; 22 см.
- Электрические машины [Текст] : [Учебник для приборостроит. специальностей втузов]. — Москва : Высш. школа, 1975. — 295 с. : черт.; 22 см.
- Расчет коллекторных машин малой мощности [Текст]. — 2-е изд., испр. и доп. — Ленинград : Энергия. Ленингр. отд-ние, 1973. — 214 с. : черт.; 21 см.
- Расчет трансформаторов малой мощности [Текст]. — 2-е изд., перераб. и испр. — Ленинград : Энергия. Ленингр. отд-ние, 1969. — 190 с. : ил.; 20 см.
- Переходные процессы в машинах постоянного тока [Текст]. — Ленинград ; Москва : Госэнергоиздат, 1951. — 191 с. : черт.; 23 см.
- Электрические машины малой мощности [Текст] : [Учеб. пособие для вузов по специальности «Электр. машины и аппараты»]. — 2-е изд., испр. и доп. — Москва : Высш. школа, 1967. — 503 с. : черт.; 22 см.
- Small electrical machines [Текст] / N. P. Yermolin. — Delhi : Rajkamal Prakashan private ltd., 1963. — VIII, 240 с. : ил.; 22 см.
- Надежность электрических машин [Текст] / Н. П. Ермолин, И. П. Жерихин. — Ленинград : Энергия. Ленингр. отд-ние, 1976. — 248 с. : ил.; 22 см.
- Расчет силовых трансформаторов [Текст] : Пособие по курсовому проектированию / Н. П. Ермолин, Г. Г. Швец ; М-во высш. и сред. спец. образования РСФСР. Ленингр. электротехн. ин-т им. В. И. Ульянова (Ленина). — 2-е изд., испр. и доп. — Ленинград : [б. и.], 1964. — 250 с. : ил.; 26 см.

Заслуженный деятель науки и техники РСФСР. Награждён орденом Трудового Красного Знамени и медалями «За оборону Ленинграда», «За доблестный труд в Великой Отечественной войне 1941—1945 гг.»
Скоропостижно умер 1 октября 1980 г.